# VTX Telecom
 (octobre 2021).
Si vous disposez d'ouvrages ou d'articles de référence ou si vous connaissez des sites web de qualité traitant du thème abordé ici, merci de compléter l'article en donnant les références utiles à sa vérifiabilité et en les liant à la section « Notes et références ».
VTX Telecom est un groupe d'entreprises suisses du domaine des télécommunications proposant notamment de l'hébergement Web, des solutions de sécurité informatique, de la téléphonie fixe et mobile, ainsi qu'une large gamme d'accès à Internet à haut débit.

## Histoire
En 1986, Francis Cobbi et Philippe Roditi (ingénieurs de Lausanne) ainsi que Joseph Toledano (informaticien) créent la société VTX Services SA. Cette dernière se lance dans le développement d'un  centre serveurs Vidéotex en Suisse. VTX Services SA devient ainsi le pionnier en Suisse de la version améliorée du Minitel, qui connaît déjà un immense succès en France.
Au début des années 1990, VTX Services SA commence à collaborer avec d'autres sociétés à travers toute la Suisse (certaines deviendront plus tard ses filiales). Dans la foulée, VTX Services SA se lance dans l'audiotex (serveurs vocaux) destiné aux entreprises, aux chaînes de télévision et aux stations de radio.
En 1995, dès l'apparition du Web, VTX Services SA élabore une gamme de prestations. Très vite, l'entreprise propose l'accès à Internet partout en Suisse au tarif local, devenant rapidement l'un des principaux opérateurs du pays et le premier fournisseur romand[réf. nécessaire].
Avec la libéralisation du marché des télécoms en 1997, SmartPhone SA, société du groupe, se lance sur le marché de la voix. Grâce à des accords d'interconnexion, la jeune société parvient à se faire une place sur le marché des communications téléphoniques.
En été 1999, l'ensemble des sociétés sont regroupées sous une holding du nom de VTX Telecom SA. Le groupe ouvre son capital à des investisseurs pour poursuivre plusieurs objectifs : l'acquisition de nouvelles sociétés, surtout en Suisse alémanique, le renforcement du réseau de filiales ainsi que le développement des outils informatiques.
Le 9 mars 2007, le Conseil Fédéral approuve la nouvelle ordonnance sur les services de télécommunication avec effet au 1er avril 2007. Swisscom est donc contraint d’ouvrir ses lignes téléphoniques à la concurrence. VTX est le premier opérateur telecom à libéraliser le dernier kilomètre[réf. nécessaire]. La société met en place des offres ADSL.
En 2008, VTX développe les produits dits de marque blanche. Un partenariat est conclu avec Orange qui, pour supporter son offre Orange ADSL, a choisi de s’associer à VTX (Orange et VTX sont partenaires depuis 2006, VTX proposant déjà les offres de téléphonie mobile d’Orange). D’autres partenariats sont enregistrés avec des câblo-opérateurs.
VTX lance en 2009, en collaboration avec Sierre Energie, un service test de télévision par ADSL « VTX TV ». Avec ce service de télévision par Internet, VTX se rapproche du modèle des autres opérateurs européens.
En 2010, VTX Telecom lance de nouvelles formules sur la fibre optique à Fribourg et à Genève en partenariat avec les Services Industriels, ainsi qu'un service de téléphonie mobile pour les clients résidentiels.
En 2018, il lance l'offre VoIP et l'année suivante, il intègre également MS Teams dans l'offre de collaboration pour les entreprises. Au cours de l'année écoulée, grâce à un accord avec SALT Mobile, il a amélioré son offre sur le marché résidentiel avec des abonnements mobiles et des données.

## Filiales du groupe et implantation géographique
Le siège du groupe se trouve à Pully/Lausanne. Présent dans toute la Suisse pour tenir ses engagements de proximité, il s’appuie sur un réseau de succursales établies à Genève (VTX Deckpoint), Bienne (Bielstar), Sion (VTX Omedia), Bellinzone (VSI), Saint-Gall (VTX Intellinet), Zurich (VTX Network Solutions) et Bâle (VTX Datacomm).
Le groupe emploie près de 200 collaborateurs et compte 75 000 clients, dont 25 000 entreprises.